# Square Morisson
Le square Morisson est situé à proximité de l'Hôpital militaire Scrive, dans la ville de Lille, dans le département du Nord.

## Situation
Le square est à l'extrémité de la rue des Fossés.  Il est accessible depuis la ligne 1 du métro de Lille à la station République - Beaux-Arts.

## Nom
Cette place a été dénommée en 1880 en hommage à François Firmin Morisson (1820-1879), médecin militaire que les aléas du service amènent à Lille en 1852. Il sera professeur à l'école préparatoire de médecine, et se lance dans la politique, devenant conseiller général en 1859, puis conseiller municipal l'année suivante.
Remarque sur la prononciation : il s'agit d'un nom français, dont on prononcera donc la dernière syllabe [sɔ̃] (comme son) et non [sɔn] (comme sonne).

## Histoire
Le square est établi à l'emplacement de l'ancien « abreuvoir des Jésuites » et près de la « tour de l'Angèle », élément de l'enceinte de Lille étendue  autour de l'ilot Rihour lors de l'agrandissement du XIIIe siècle après la destruction du siège de 1213.
L'abreuvoir des Jésuites recouvert en 1880 était sur le parcours du canal des Jésuites, ancien fossé de cette enceinte du XIIIe siècle supprimée lors de l'agrandissement de la ville de 1603 et remplacée par un nouveau rempart qui passait à l'emplacement de la rue Gombert et parallèlement à l'actuel boulevard de la Liberté. Lors de cette transformation, le canal fut prolongé jusqu'à cette nouvelle enceinte. 
Ce canal et l'abreuvoir où se désaltéraient les chevaux  tiraient ce nom du collège des Jésuites fondé en 1606, ensuite hôpital militaire, actuellement services de la Préfecture. 